# Distretto di Paucará
Il distretto di Paucará è uno degli otto distretti della  provincia di Acobamba, in Perù. Si trova nella regione di Huancavelica.